# Whitehall (mansión)
Whitehall es una mansión situada en la ciudad de Palm Beach, en el estado de Florida (Estados Unidos). Fue construida en la Gilded Age y tiene 75 habitaciones y 9290 m². Fue terminada en 1902, es un gran ejemplo de arquitectura neoclásica de estilo Beaux Arts diseñada por Carrère & Hastings para Henry Flagler, un promotor turístico de Florida. El edificio está catalogado como Hito Histórico Nacional. Ahora alberga el Museo Henry Morrison Flagler, que lleva el nombre de su constructor.

## Historia
Henry Flagler, uno de los fundadores de Standard Oil, construyó Whitehall para su tercera esposa, Mary Lily Kenan.
El sitio de la casa fue comprado por 50 000 dólares en 1893 (1 197 000 dólares de 2010) por Flagler. Posteriormente, se inspeccionó el sitio para su construcción en julio de 1900 y la casa se completó a tiempo para que Flagler y su esposa se mudaran el 6 de febrero de 1902. Los arquitectos fueron John Carrère y Thomas Hastings, quienes anteriormente habían diseñado el Hotel Ponce de León y varios otros edificios en St. Augustine para Flagler. Whitehall iba a ser una residencia de invierno, y Henry se la dio a Mary Lily como regalo de bodas. Viajarían a Palm Beach cada año en uno de sus propios vagones privados, uno de los cuales era el número 91.
Flagler murió de las lesiones sufridas al caer por un tramo de escaleras de mármol en Whitehall en 1913, a la edad de 83 años. Mary Lily murió cuatro años después, y la casa fue diseñada para su sobrina Louise Clisby Wise Lewis, quien vendió la propiedad a inversionistas. Construyeron una adición de 300 habitaciones y diez pisos en el lado oeste del edificio, destruyendo las oficinas del Sr. Flagler, el apartamento del ama de llaves y alterando la cocina original y el área de la despensa. Carrere y Hastings fueron los arquitectos de la reconstrucción de 1925. En 1939 fue descrito como un edificio de 4 000 000 de dólares y el segundo hotel más grande de Palm Beach.

## Museo
En 1959, el sitio fue salvado de la demolición por una de las nietas de Henry Flagler, Jean Flagler Matthews. Creó la corporación sin fines de lucro Henry Morrison Flagler Museum, que compró el edificio en 1959 y lo abrió como museo en 1960. Los diez pisos superiores de la ampliación del hotel fueron demolidos en 1963 para preparar el museo para el público.
Hoy, Whitehall es un Monumento Histórico Nacional y está abierto al público como el Museo Henry Morrison Flagler, con visitas guiadas, exhibiciones y programas especiales. El museo ofrece varios programas, muchos de los cuales son estacionales, y duran solo de octubre a enero. Además de una serie anual de música de cámara, Flagler presenta la serie de conferencias de Whitehall, que reúne a "expertos y autores más vendidos para discutir temas, eventos e historia local de la Edad Dorada". Las series de conferencias anteriores incluyen charlas históricas sobre los albores de la Era Progresista, la Primera Guerra Mundial, los presidentes de la Edad Dorada, las hazañas de la ingeniería y América metafísica: Movimientos de espiritualidad y salud durante la Edad Dorada. El Flagler también realiza una exposición especial cada año, que a menudo muestra pinturas, esculturas, fotografía glamorosa o cultura material de la Edad Dorada, como juegos de mesa, joyas, dibujos animados, piezas de plata de Tiffany & Co. Exposición), y moda femenina. También alberga una variedad de galas y bailes locales durante todo el año. El museo está ubicado en Cocoanut Row y Whitehall Way en Palm Beach.

## Arquitectura
Cuando se completó en 1902, Whitehall fue aclamado por el New York Herald como "más maravilloso que cualquier palacio en Europa, más grandioso y magnífico que cualquier otra vivienda privada en el mundo". Fue diseñado en el estilo Beaux Arts, destinado a rivalizar con las extravagantes mansiones de Newport, en Rhode Island.
A diferencia de estas casas del norte, Whitehall no tenía dependencias ni estructuras subsidiarias. Tampoco había planeado o cultivado jardines elaboradamente. Se permitió que las plantas, flores, árboles y arbustos crecieran sin ayuda.
La mansión está construida alrededor de un gran patio central al aire libre y sigue el modelo de los palacios de España e Italia. Tres pisos de altura con varias alas, la mansión tiene cincuenta y cinco habitaciones completamente restauradas amuebladas con piezas de época. Estas habitaciones son grandes con pisos, paredes y columnas de mármol, murales en los techos y un dorado pesado.

### Pabellón Flagler Kenan
Inaugurado oficialmente el 4 de febrero de 2005, el Flagler Kenan Pavilion de 4,5 millones de dólares es la primera adición a la propiedad desde 1925. Los 752 m² pabellón lleva el nombre del magnate y William R. Kenan Jr., ingeniero, amigo y cuñado de Flagler. Fue diseñado al estilo Beaux-Arts por Jeffery W. Smith de Smith Architectural Group, Inc., con sede en Palm Beach, y tardó casi cuatro años en construirse. La exhibición presentada en este pabellón es Vagón No. 91, el autovía privado de Flagler construido en Delaware en 1886. Según el museo, el automóvil se restauró utilizando "documentación del Museo Nacional de Historia Estadounidense, el Smithsonian, los Archivos del Estado de Delaware y el Museo y Biblioteca Hagley en Delaware". También alberga el Pavilion Café de temporada y el servicio de té.

## Galería

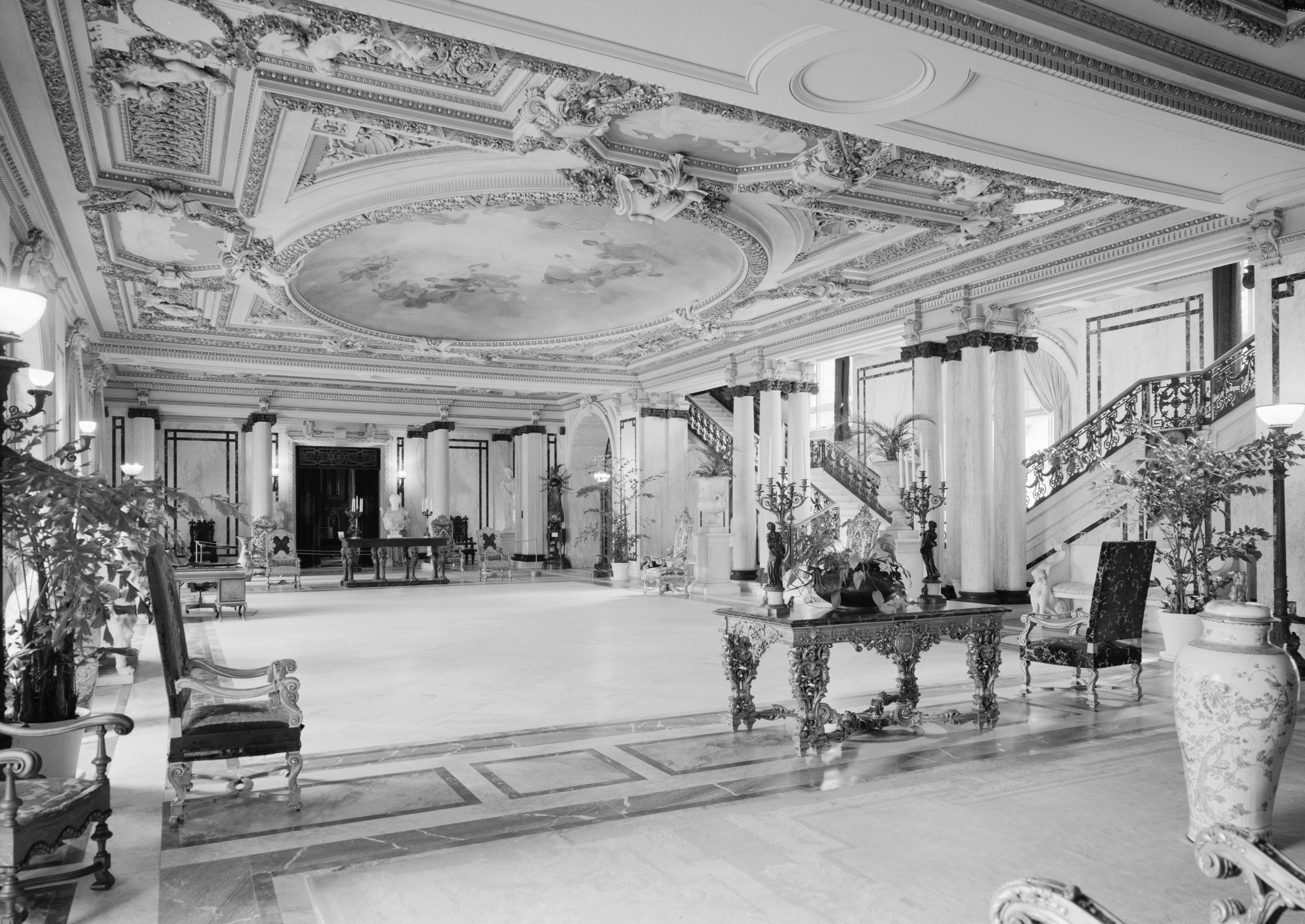
El Salón Principal en 1972
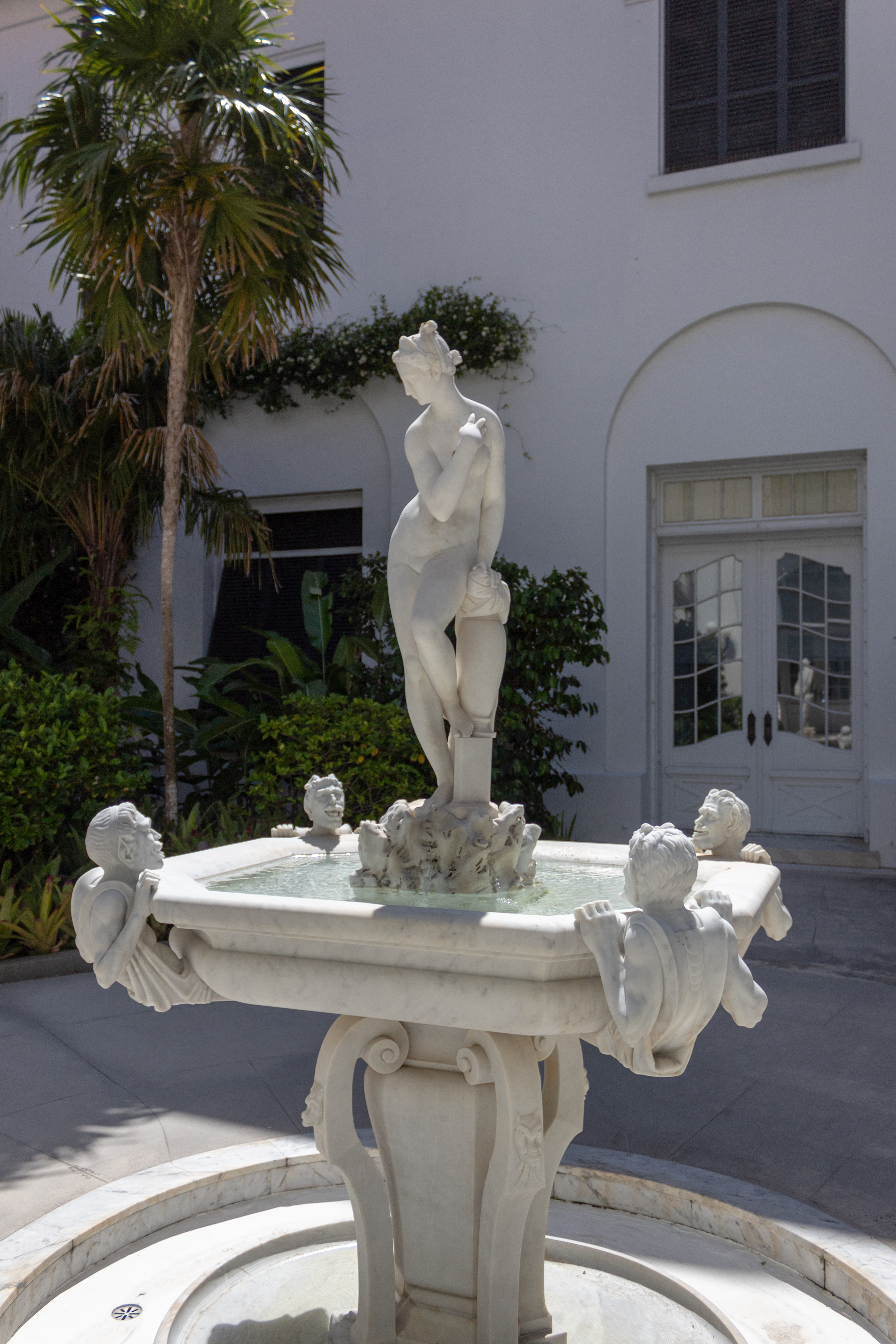
Fuente
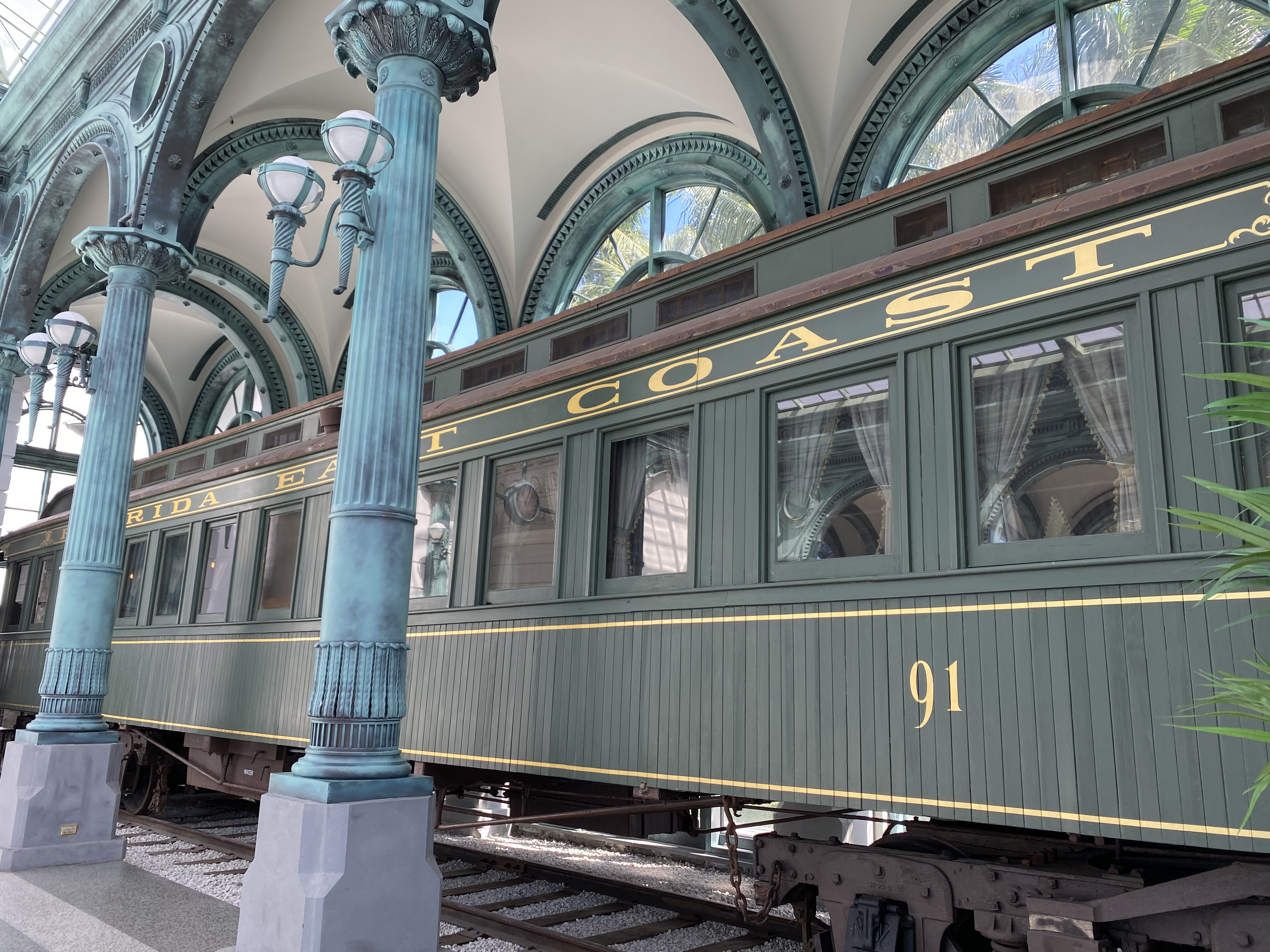
Vagón n. ° 91